# Малый Юшатырь
Малый Юшатырь — река в России, протекает по Оренбургской области и Башкортостане. Устье реки находится в 45 км по левому берегу реки Большой Юшатырь. Длина реки составляет 46 км.

## Данные водного реестра
По данным государственного водного реестра России относится к Уральскому бассейновому округу, водохозяйственный участок реки — Сакмара от впадения реки Большой Ик и до устья. Речной бассейн реки — Урал (российская часть бассейна).
Код объекта в государственном водном реестре — 12010000712112200006886.